# 5656 Oldfield
5656 Oldfield è un asteroide della fascia principale. Scoperto nel 1920, presenta un'orbita caratterizzata da un semiasse maggiore pari a 2,4596739 UA e da un'eccentricità di 0,2620513, inclinata di 4,02117° rispetto all'eclittica.